# Judith Heumann
Judith Ellen "Judy" Heumann (Nova Iorque, 18 de dezembro de 1947 – Washington, D.C, 4 de março de 2023) foi uma ativista estadunidense em prol dos direitos das pessoas com deficiência. Ela é reconhecida internacionalmente como uma líder na comunidade de deficientes. Judy é uma defensora permanente dos direitos civis das pessoas com deficiência. 
Seu trabalho com governos e organizações não governamentais (ONGs), organizações sem fins lucrativos e vários outros grupos de interesse em deficiência produziu contribuições significativas desde a década de 1970 para o desenvolvimento de legislação e políticas de direitos humanos que beneficiam crianças e adultos com deficiência. Por meio de seu trabalho no Banco Mundial e no Departamento de Estado, Judy liderou a integração dos direitos das pessoas com deficiência no desenvolvimento internacional. Suas contribuições ampliaram o alcance internacional do movimento de vida independente.

## Vida pregressa
Judy Heumann nasceu no Brooklyn (distrito de Nova Iorque, nos Estados Unidos), filha de Werner e Ilse Heumann, que eram imigrantes judeus alemães. Ela é a mais velha de três filhos. Sua mãe veio da Alemanha para os Estados Unidos em 1935, enquanto seu pai veio em 1934. Judy perdeu seus avós e bisavós na guerra. Ela é irmã de Joseph Heumann, professor de cinema e autor.
Ela teve poliomielite aos 18 meses de idade e usou uma cadeira de rodas a maior parte de sua vida. Judy teve que lutar repetidamente para ser incluída no sistema educacional. A escola pública local recusou-se a permitir que ela frequentasse, chamando-a de risco de incêndio devido à sua incapacidade de andar. Em vez disso, ela estudou em casa por três anos, recebendo instrução de uma hora, duas vezes por semana. A mãe de Judy, Ilsa Heumann, uma ativista comunitária por mérito próprio, contestou a decisão. Assim, na quarta série, Judy foi autorizada a ir para uma escola especial para crianças deficientes. De acordo com a política da cidade, Judy deveria retornar à instrução em casa para o ensino médio. A mãe de Judy protestou contra essa política com outros pais que pressionaram a escola o suficiente para reverter a política. Judy entrou no ensino médio em 1961.
Judy frequentou o Camp Jened, um acampamento para crianças com deficiência, em Hunter, Nova York, nos Estados Unidos, todo verão, dos 9 aos 18 anos. A experiência de acampamento de Judy trouxe a ela uma maior consciência da conexão da experiência com deficiência. O que mais tarde a levou a dizer: "Tivemos a mesma alegria juntos, a mesma raiva pela forma como fomos tratados e as mesmas frustrações pelas oportunidades que não tivemos". Em Camp Jened, Judy conheceu Bobbi Linn e Freida Tankus, com quem ela trabalharia mais tarde como ativistas dos direitos das pessoas com deficiência. O documentário Crip Camp, de 2020, apresenta campistas de Camp Jened, incluindo Judy.

### Faculdade
Judy Heumann começou a fazer grandes movimentos em direção aos direitos das pessoas com deficiência enquanto frequentava a Universidade de Long Island. Ela organizou comícios e protestos com outros alunos com e sem deficiência, reivindicando o acesso às suas salas de aula por rampas e o direito de morar em um dormitório. Judy estudou fonoaudiologia.

## JudyHeumann vs.Conselho de Educação da Cidade de Nova York
Em 1970, foi negada a Judy Heumann sua licença de professora na cidade de Nova York, porque o Conselho não acreditava que ela conseguisse atuar eficiente para evacuar os alunos em caso de incêndio. Ela processou o Conselho de Educação com base em discriminação. Um jornal local publicou a manchete "Você pode ser presidente, mas não professor, se tiver pólio". O caso foi resolvido sem julgamento e Judy se tornou a primeira usuária de cadeira de rodas a ser professora na cidade de Nova York, e lecionou no ensino fundamental por três anos.

## Trabalho de política e advocacia

### Desativado em Ação
Judy recebeu muitas correspondências de pessoas com deficiência em todo o país devido à cobertura da imprensa enquanto processava o Conselho de Educação. Muitos escreveram sobre suas experiências com discriminação por causa de suas deficiências. Com base nas manifestações de apoio e nas cartas, em 1970, Judy e vários amigos fundaram a Disabled in Action (DIA), uma organização que se concentrava em garantir a proteção de pessoas com deficiência sob as leis de direitos civis por meio de protesto político. Foi originalmente chamada de Handicapped in Action, mas Judy não gostou desse nome e fez lobby para mudá-lo. As primeiras versões da Lei de Reabilitação de 1973 foram vetadas pelo presidente Richard Nixon, em outubro de 1972 e em março de 1973. Em 1972, a DIA organizou uma manifestação na cidade de Nova York contra um dos vetos. Liderados por Judy, oitenta ativistas pararam o trânsito da Madison Avenue.

### Centro de Vida Independente
Ed Roberts pediu a Judy que se mudasse para a Califórnia para trabalhar no Center for Independent Living, onde ela atuou como vice-diretora de 1975 a 1982.

### 504 Sit-in
Em 1977, Joseph Califano, Secretário de Saúde, Educação e Bem-Estar dos EUA, recusou-se a assinar regulamentos significativos para a Seção 504 da Lei de Reabilitação de 1973, que foi a primeira proteção dos direitos civis federais dos EUA para pessoas com deficiência. Califano emitiu ordens de que nenhuma refeição ou medicamento seria permitido no prédio federal do HEW, para forçar a saída dos manifestantes. Os manifestantes então contataram a Delancey Street Foundation e o Exército de Salvação, que concordaram em levar comida para eles no dia seguinte. A colega manifestante Kitty Cone desenvolveu uma maneira de manter a medicação resfriada, colocando uma caixa sobre o aparelho de ar condicionado para armazenar a medicação dos manifestantes deficientes. Além disso, os manifestantes receberam apoio do Partido dos Panteras Negras após receberem uma ligação de Brad Lomax, um manifestante deficiente com esclerose múltipla e membro do Partido dos Panteras Negras. Brad convocou os Panteras Negras para apoiar os manifestantes com refeições quentes e lanches durante o protesto. Depois de um ultimato, em 5 de abril de 1977, as manifestações ocorreram em dez cidades dos Estados Unidos incluindo o início do 504 Sit-in no Escritório de São Francisco do Departamento de Saúde, Educação e Bem-Estar dos Estados Unidos. Este protesto, liderado por Judy Heumann e organizado por Kitty Cone, durou até 4 de maio de 1977, num total de 28 dias, com cerca de 125 a 150 pessoas se recusando a sair. É a ocupação mais longa em um prédio federal, desde 2021. Joseph Califano assinou a lei de Educação para todas as crianças deficientes e a Seção 504, em 28 de abril de 1977.

### Instituto Mundial sobre Deficiência
Judy Heumann co-fundou o World Institute on Disability, com Ed Roberts e Joan Leon, em 1983, sendo co-diretora até 1993.

### Departamento de Serviços para Deficientes
A Prefeita Fenty, do Distrito de Columbia, nomeou Judy Heumann como a primeira Diretora do Departamento de Serviços para Deficientes, onde ela era responsável pela Administração de Deficiências do Desenvolvimento e pela Administração de Serviços de Reabilitação.

### Administração Clinton
Judy Heumann serviu no governo Clinton como secretária adjunta do Escritório de Educação Especial e Serviços de Reabilitação, do Departamento de Educação dos Estados Unidos, de 1993 a 2001.

### Banco Mundial
De 2002 a 2006, Judy Heumann atuou como a primeira Conselheira sobre Deficiência e Desenvolvimento do Grupo Banco Mundial, liderando o trabalho do Banco Mundial sobre deficiência. Ela trabalhou para expandir o conhecimento e a capacidade do Banco Mundial para trabalhar com governos e a sociedade civil na inclusão de pessoas com deficiência no Banco. Além disso, participou de discussões com os países clientes, realizou trabalho analítico baseado no país e ofereceu apoio para melhorar as políticas, programas e projetos que permitam que pessoas com deficiência em todo o mundo vivam e trabalhem no contexto econômico e social de suas comunidades.

### Conselheiro Especial

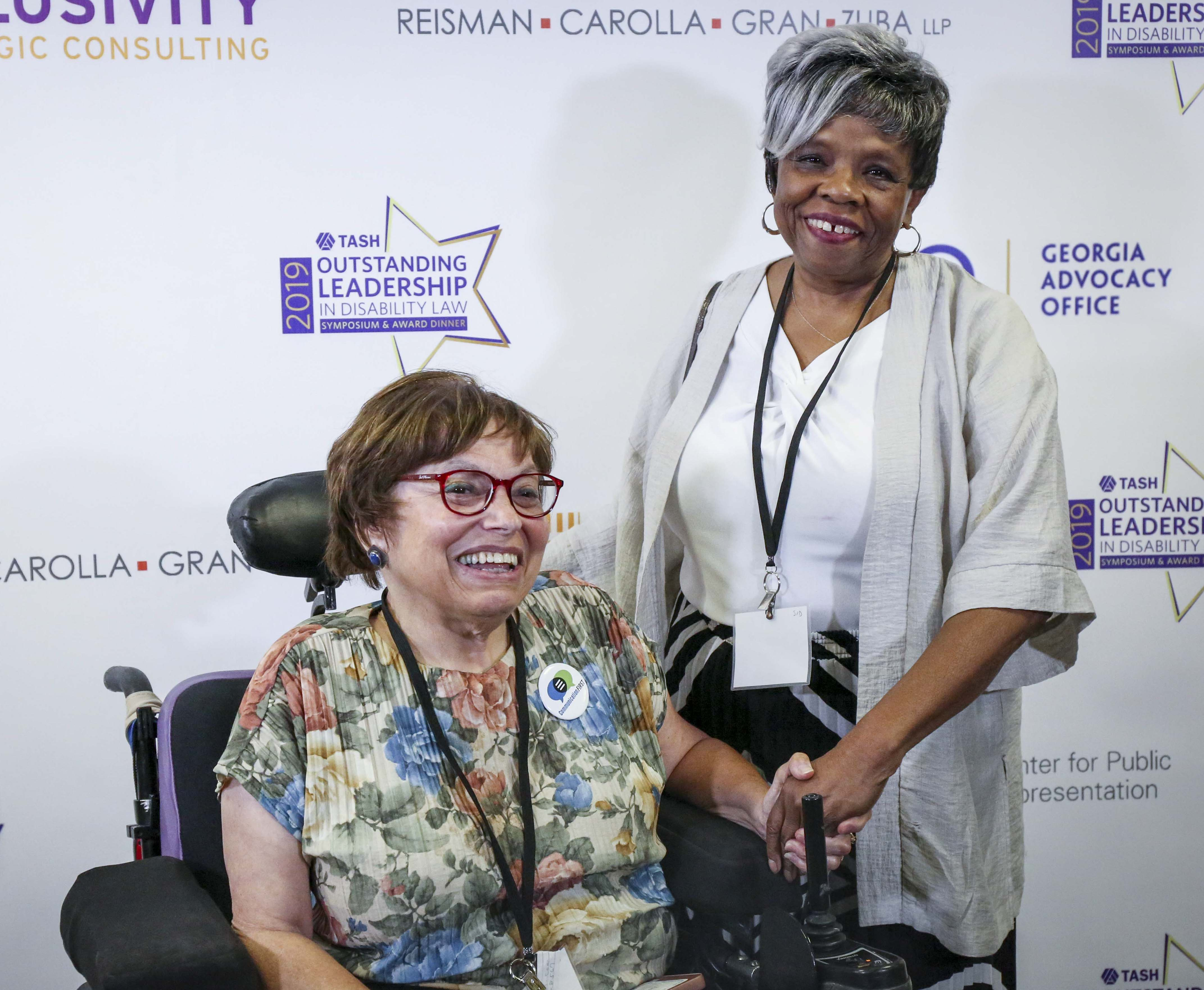
Judy Heumann e Barbara Ransom no Simpósio de Liderança Excepcional em Direito da Deficiência e Jantar de Premiação da TASH, na Universidade George Washington, em 25 de julho de 2019

Em 2010, Judy Heumann tornou-se Conselheira Especial sobre Direitos Internacionais de Deficientes do Departamento de Estado dos EUA, nomeada pelo presidente Barack Obama. Judy foi a primeira pessoa a ocupar esse cargo, e serviu de 2010 a 2017. Em 20 de janeiro de 2017, Judy deixou seu cargo no Departamento de Estado com a mudança de governo. A função de Conselheiro Especial foi desativada pelo Secretário de Estado dos Estados Unidos, Rex Tillerson, em 2017.

### Fundação Ford
De setembro de 2017 a abril de 2019, Judy Heumann foi membro sênior da Fundação Ford. Na Ford, ela trabalhou para ajudar a promover a inclusão da deficiência no trabalho da Fundação. Ela também promoveu a inclusão intencional da deficiência no trabalho filantrópico. Judy produziu um artigo co-escrito por Katherine Salinas e Michellie Hess intitulado "Roteiro para inclusão: mudando a face da deficiência na mídia". Este artigo explora a falta de representação de pessoas com deficiência na frente e atrás das câmeras, bem como estereótipos proeminentes de personagens com deficiência quando representados na mídia, e conclui com um apelo à ação para aumentar a representação de pessoas com deficiência na mídia.

### Autor
O livro de Judy Heumann, Ser Heumann: memórias impenitentes de uma ativista dos direitos das pessoas com deficiência, foi publicado em fevereiro de 2020.

## Vida pessoal e morte
Judy não vê sua deficiência como uma tragédia, dizendo: "A deficiência só se torna uma tragédia para mim quando a sociedade falha em fornecer as coisas de que precisamos para levar nossas vidas - oportunidades de emprego ou prédios sem barreiras, por exemplo. Não é uma tragédia para mim estar vivendo em uma cadeira de rodas."
Judy Heumann foi casada com Jorge Pineda e mora em Washington, DC.
Judith, morreu no dia 4 de março de 2023, aos 75 anos, em Washington, D.C., Estados Unidos.

## Meios de comunicação
- Vídeos no C-SPAN.
- The 2008 documentary The Power of 504 prominently features Heumann.[37]
- Heumann appears in the 2011 documentary Lives Worth Living.
- Heumann delivered a TEDTalk in 2017.[38]
- Comedy Central made a 2018 episode of Drunk History on the 504 Sit-in, with Heumann played by Ali Stroker.[39]
- Heumann was interviewed by Trevor Noah on The Daily Show in 2020.[2]
- Heumann is featured in the 2020 documentary Crip Camp.[40]
- Heumann was interviewed by the Urban Institute.[41]
- Heumann was interviewed by the Center for Jewish History.[42]

## Prêmios e reconhecimentos
- 2022: Prêmio Pioneiro Humanitário da Organização do Dia do Empreendedorismo Feminino . Recebido nas Nações Unidas, celebrando-a como pioneira e inovadora em seu campo. O prestigioso prêmio, também reconhecido pelo Congresso dos Estados Unidos, destaca as mulheres empreendedoras e o impacto significativo que elas estão tendo no mundo.[43]
- 2022: Nomeada uma das 100 Mulheres da BBC.[44]
- 2020: Prêmios Henry Viscardi Achievement.[45]
- 2020: Prêmio Critics' Choice Documentary Award como um dos "Sujeitos Vivos Mais Convincentes de um Documentário", em relação ao documentário Crip Camp.[46]
- 2018: Prêmio do Presidente da Society for Disability Studies.[47]
- 2017: Prêmio InterAction Disability Inclusion, em reconhecimento ao grande impacto de Heumann na inclusão da deficiência no desenvolvimento internacional.[48]
- 2014: O Rotary Club de Berkeley concedeu seu prêmio anual Rotary Peace Grove a Heumann e ao falecido Ed Roberts, outro ativista dos direitos das pessoas com deficiência.[49]
- Max Starkloff Lifetime Achievement Award do Conselho Nacional de Vida Independente Em reconhecimento a uma vida inteira de trabalho árduo e liderança dedicados ao avanço dos Movimentos de Vida Independente e dos Direitos da Deficiência.[50]

Heumann recebeu sete doutorados honorários:
1. 1994 - Doutorado Honorário em Letras Humanas, Universidade de Long Island.
2. 2004 - Doutorado Honorário do Serviço Público, Universidade de Toledo, Ohio.
3. 2001 - Doutorado Honorário em Administração Pública, Universidade de Illinois em Urbana-Champaign.
4. 2018 - Grau Honorário de Doutora em Letras Humanas, Brooklyn College.
5. 2019 - Doutorado Honorário em Educação, Middlebury College.
6. 2019 - Doutorado Honorário em Humanidades, Rowan University.
7. 2022 - Doutorado Honorário em Letras Humanas,  Universidade de Nova York.